# Bandera de Melilla
La bandera de Melilla aparece regulada en el artículo tercero del Estatuto de Autonomía de Melilla, Ley Orgánica 2/1995, de 13 de marzo la describe como «la tradicional de color azul celeste con el escudo de la ciudad en el centro».

## Descripción
El escudo de Melilla es el mismo que el escudo de la Casa de Medina Sidonia, del que procede directamente. Su blasón es el siguiente: en campo de azur, dos calderas jaqueladas en oro y gules, gringoladas de siete serpientes en sinople, puestas al palo. Bordura de las armas reales de Castilla y de León, de nueve piezas de gules, con castillos de oro, alternadas, con nueve piezas de plata con leones de gules. El escudo está rematado con una corona ducal, que señorea una figura que representa a Guzmán el Bueno, en actitud de lanzar un puñal, desde el castillo de Tarifa. Lo sostienen, las columnas del Estrecho de Hércules, con la inscripción Non Plus Ultra. Al pie del Escudo, pero fuera de él, aparece un Dragón en sinople. En la cimera aparece una cinta alada con la divisa Praeferre Patriam Liberis Parentem Decet (Un padre debe anteponer la patria a los hijos).